# Sint-Truiden
Sint-Truiden (in limburghese Sintruin, in francese Saint-Trond) è una città di 38.427 abitanti, situata nella provincia fiamminga del Limburgo belga sorta intorno a una celebre abbazia omonima fondata nel VII secolo e soppressa nel 1794 (i suoi edifici oggi ospitano delle scuole dopo aver ospitato un seminario della diocesi di Liegi tra 1839 e 1972). Comune di lingua olandese, la superficie totale è di 106,90 km².
Sint-Truiden era una delle 23 Bonnes Villes del Principato di Liegi. Il comune è formato da antichi comuni raggruppati nell'attuale comune: Aalst (Saint-Trond), Brustem, Duras, Engelmanshoven, Gelinden, Gorsem, Groot-Gelmen, Halmaal, Kerkom-bij-Sint-Truiden, Ordingen, Runkelen, Saint-Trond, Velm, Wilderen e Zepperen.
Il 9 agosto 1914 le brigate della guardia dell'esercito imperiale tedesco uccisero 21 civili e distrussero un numero indeterminato di case in occasione delle atrocità tedesche commesse agli inizi dell'invasione del Belgio.

## Monumenti e luoghi d'interesse
- Castello di Ordingen, nella frazione di Ordingen[2][3]